# 波加丹蛇
波加丹蛇是分佈在亞洲及澳洲海岸的一種蛇。

## 分佈
波加丹蛇可以在海水環境生活，分佈在澳洲的北領地、昆士蘭及西澳州、新畿內亞、印尼、孟加拉、柬埔寨、印度、馬來西亞、緬甸、菲律賓、新加坡、斯里蘭卡、泰國及越南。
波加丹蛇棲息在紅樹林環境，包括泥濘、河流、湖泊、水窪等。

## 習性
波加丹蛇只有中度毒性，日間活動。牠們主要吃魚類。

## 外部連結
- Wildlife Singapore
- Ecology Asia （页面存档备份，存于）